# Discografia di Darin
La discografia del cantante svedese Darin Zanyar consiste in 5 studio album e 18 singoli ufficiali realizzati dal 2005 al 2010. Inoltre è presente anche il disco Darin Zanyar registrato indipendentemente nel 2002.

## Album
| 2002                                                                                      | Darin Zanyar - Pubblicato: 2002 - Etichetta: Indipendente - Formato: CD                                                        | —  | —  | —  | —        | - N/A          |
| 2005                                                                                      | The Anthem - Pubblicato: 16 febbraio 2005 - Etichetta: RCA/BMG (82876 67652 2) - Formato: CD, Download Digitale                | 1  | —  | —  | - 52.000 | - SVE: Platino |
| 2005                                                                                      | Darin - Pubblicato: 28 settembre 2005 - Etichetta: Columbia/Sony Music (828767365428) - Formato: CD, Download Digitale         | 1  | 13 | —  | - 71.000 | - SVE: Platino |
| 2006                                                                                      | Break the News - Pubblicato: 22 novembre 2006 - Etichetta: Columbia/Sony Music (8869701596-2) - Formato: CD, Download Digitale | 1  | —  | 89 | - 22.000 | - SVE: Oro     |
| 2008                                                                                      | Flashback - Pubblicato: 3 dicembre 2008 - Etichetta: Epic (88697415982) - Formato: CD, Download Digitale                       | 10 | —  | —  | - 16.000 | —              |
| 2010                                                                                      | Lovekiller - Pubblicato: 18 agosto 2010 - Etichetta: Universal Music (060252745612) - Formato: CD, Download Digitale           | 1  | —  | —  | - 25.000 | - SVE: Oro     |
| "—" denota che l'album non è stato pubblicato in quel Paese o non è entrato in classifica | |    |    |    |          |                |

## Singoli
| Anno | Singolo                                  | Posizione massima | Posizione massima | Posizione massima | Posizione massima | Posizione massima | Album          |
| Anno | Singolo                                  | SVE               | FIN               | GER               | AUT               | UK                | Album          |
| ---- | ---------------------------------------- | ----------------- | ----------------- | ----------------- | ----------------- | ----------------- | -------------- |
| 2005 | "Money for Nothing"                      | 1                 | -                 | -                 | -                 | -                 | The Anthem     |
| 2005 | "Why Does It Rain"                       | 5                 | -                 | -                 | -                 | -                 | The Anthem     |
| 2005 | "Step Up"                                | 1                 | 9                 | -                 | -                 | -                 | Darin          |
| 2005 | "Who's That Girl"                        | 6                 | 20                | -                 | -                 | -                 | Darin          |
| 2006 | "Want Ya!"                               | 4                 | 8                 | -                 | -                 | -                 | Darin          |
| 2006 | "Perfect"                                | 3                 | 4                 | -                 | -                 | -                 | Break the News |
| 2007 | "Everything But the Girl"                | 38                | -                 | -                 | -                 | -                 | Break the News |
| 2007 | "Desire"                                 | -                 | -                 | 53                | -                 | -                 | Break the News |
| 2007 | "Insanity"                               | -                 | -                 | 20                | 47                | -                 | Break the News |
| 2008 | "Breathing Your Love" (feat. Kat DeLuna) | 2                 | 13                | -                 | -                 | 200+              | Flashback      |
| 2009 | "See U at the Club"                      | 12                | -                 | -                 | -                 | -                 | Flashback      |
| 2009 | "Runaway"                                | 11                | -                 | -                 | -                 | -                 | Flashback      |
| 2009 | "What If"                                | 51                | -                 | -                 | -                 | -                 | Flashback      |
| 2009 | "Karma"                                  | 12*               | -                 | -                 | -                 | -                 | Flashback      |
| 2009 | "Viva la vida"                           | 1                 | -                 | -                 | -                 | -                 | Lovekiller     |
| 2009 | "You're Out of My Life"                  | 3                 | -                 | -                 | -                 | -                 | Lovekiller     |
| 2010 | "Can't Stop Love"                        | 13                | -                 | -                 | -                 | -                 | Lovekiller     |
| 2010 | "Lovekiller"                             | 6                 | -                 | -                 | -                 | -                 | Lovekiller     |

- Karma è entrata alla posizione 12 nella classifica The Voice Topp 20

## Altre canzoni in classifica
| Anno | Singolo       | Posizione massima | Album          |
| Anno | Singolo       | SVEZIA            | Album          |
| ---- | ------------- | ----------------- | -------------- |
| 2006 | "Homeless"    | 52                | Break The News |
| 2009 | "Seasons Fly" | 57                | Flashback      |
| 2010 | "Microphone"  | 15                | Lovekiller     |